# EWHL Super Cup 2013
Der EWHL Super Cup 2013 war die dritte Austragung des EWHL Super Cups. Der Wettbewerb im Eishockey der Frauen wird von der Elite Women’s Hockey League (EWHL) organisiert und steht wie diese unter dem Dach der IIHF.

## Modus und Teilnehmer
Die vier teilnehmenden Mannschaften spielen in einer Einfachrunde Jeder gegen jeden. Ein Spiel geht über 3 × 20:00 Minuten. Für einen Sieg gibt es drei Punkte; für einen Sieg nach Verlängerung (Sudden Victory Overtime) oder Penaltyschießen bekommt der Sieger zwei Punkte, der Verlierer einen.
Neben den letztjährigen Teilnehmern ESC Planegg, ECDC Memmingen und EHV Sabres Wien nahmen in dieser Saison das Team „Austrian Selects“, das sich aus Spielerinnen der EWHL-Mannschaften DEC Salzburg Eagles, WE-V Flyers und Neuberg Highlanders zusammensetzt, teil. Initiiert wurde das Projekt, um mehr österreichischen Spielerinnen die Möglichkeit zu geben, bei diesem hochklassigen Wettbewerb dabei sein zu können. Die Vorjahresgewinnerinnen der ZSC Lions Frauen nahmen nicht teil.
Nachdem die Saison begonnen hatte, teilte der HK Pantera Minsk mit, dass „das Projekt Dameneishockey in Weissrussland / Pantera Minsk eingestellt wurde“. Damit entfielen die gegen Pantera Minsk geplanten Spiele.

## Ansetzungen
| 7. September 2013 13:40 Uhr | Austrian Selects Christina Brown (38:21) | 1:3 (0:2, 1:1, 0:0) Spielbericht | ESC Planegg Kathrin Lehmann (3:14) Kathrin Lehmann (18:58) Manuela Hebel (28:09) | Eishalle, Gmunden |

| 8. September 2013 16:30 Uhr | ESC Planegg Brooke Ammerman (6:47) Kerstin Spielberger (43:43) | 2:1 (1:0, 0:1, 1:0) Spielbericht | EHV Sabres Wien Pia Pren (32:05) | Hacker-Pschorr Arena, Bad Tölz |

| 8. September 2013 14:30 Uhr | ECDC Memmingen Julia Seitz (11:59) Franziska Busch (13:06) Jessica Martino (20:55) | 3:2 (2:1, 1:0, 0:1) | Austrian Selects Jordan Brickner (12:25) Natalie Hämmerle (54.) | Eissporthalle, Memmingen Zuschauer: 70 |

| 15. September 2013 12:15 Uhr | ECDC Memmingen Franziska Busch (34:09) | 1:2 (0:0, 1:1, 0:1) | ESC Planegg Julia Zorn (24:51) Sophie Kratzer (53:59) | Eissporthalle, Memmingen Zuschauer: 50 |

| 21. September 2013 19:25 Uhr | EHV Sabres Wien Pia Pren (9:58) Nadja Granitz (41:30) | 2:3 (1:0, 0:0, 1:3) | ECDC Memmingen Franziska Busch (43:54) Julia Seitz (45:56) Jacqueline Janzen (49:05) | Albert Schultz Halle 3, Wien Zuschauer: 150 |

| 3. November 2013 17:10 Uhr | EHV Sabres Wien Pia Pren (3), Monika Vlcek, Susanne Schemmerl, Esther Kantor, Nadja Granitz, Valentina Bettarini | 8:2 (2:1, 3:0, 3:1) | Austrian Selects Ballendine, Wittich | Albert Schultz Halle 3, Wien |

## Endstand
| Platz | Verein           | Land        | Spiele | S3 | S2 | N1 | N0 | Tore  | Tor-Diff. | Punkte |
| ----- | ---------------- | ----------- | ------ | -- | -- | -- | -- | ----- | --------- | ------ |
| 1.    | ESC Planegg      | Deutschland | 3      | 3  | 0  | 0  | 0  | 07:03 | +4        | 9      |
| 2.    | ECDC Memmingen   | Deutschland | 3      | 2  | 0  | 0  | 1  | 07:06 | +1        | 6      |
| 3.    | EHV Sabres Wien  | Osterreich  | 3      | 1  | 0  | 0  | 2  | 11:07 | +4        | 3      |
| 4.    | Austrian Selects | Osterreich  | 3      | 0  | 0  | 0  | 3  | 05:14 | −9        | 0      |